# Edifício Matarazzo
L'Edifício Matarazzo (également connu sous le nom d'Edifício Conde Matarazzo, Palácio do Anhangabaú ou encore Banespinha) est le siège de la mairie de São Paulo depuis le 25 janvier 2004, après avoir appartenu à Indústrias Reunidas Fábricas Matarazzo, Audi et Banco Banespa. Il est situé dans la vallée d'Anhangabaú, à côté du Viaduto do Chá. Il est connu pour son toit vert, situé au dernier étage du bâtiment. Il dispose également d'un héliport.

## Histoire
Conçu par le bureau Ramos de Azevedo, Severo e Villares, il est modifié par l'architecte italien Marcello Piacentini à la demande de l'homme d'affaires Francisco Matarazzo Júnior et abrite son siège industriel pendant des années. Le projet présente un style néoclassique simplifié, développé par Piacentini et largement utilisé en Italie dans les années 1930, utilisant le symbolisme de l'Empire romain.
Le bâtiment compte 14 étages et 27 800 m2 de surface de plancher. Comme de nombreux bâtiments de l'époque, le Matarazzo n'a pas de 13e étage pour des raisons de superstition. Depuis les années 1960, il y a un jardin sur le toit avec plus de 400 espèces de plantes et un petit lac avec des carpes, ce qui rend le bâtiment différent des autres.
Au fil des ans, le bâtiment sert de siège aux Indústrias Reunidas F Matarazzo depuis son inauguration jusqu'en 1972, date à laquelle il est vendu au groupe Audi, dont le propriétaire était Nagib Audi, qui avait fondé Audi Química Industrial Paulista S.A. en 1953, puis avait fait fortune en bourse de manière frauduleuse, est découvert et la bourse cesse ses activités en 1974 et doit vendre le bâtiment et le reste de ses actifs. Une succursale du Banco Econômico opérait à l'étage du Viaduto do Chá,.
En 1974, il est acquis par Banco Banespa et reste l'une de ses succursales jusqu'en 2003. À l'époque, il est connu sous le nom de Banespinha, puis, en 2004, sous celui de mairie de São Paulo. En 1992, le bâtiment est classé par la CONPRESP, compte tenu de la valeur historique, sociale et urbanistique de la zone de Vale do Anhangabaú pour la ville de São Paulo.
Grâce à un accord avec Banespa, le bâtiment est transféré au conseil municipal dans le cadre de la négociation de la dette de 885 millions de reais que la défunte CMTC (Companhia Municipal de Transportes Coletivos) avait contractée auprès de la banque, qui est jusqu'alors propriétaire du bâtiment. Il est convenu que la municipalité devrait désormais 156 millions de reais, à payer sur quatre ans à la nouvelle Banco Santander Banespa, qui a obtenu en contrepartie le droit de concourir pour les comptes des fonctionnaires.
Depuis septembre 2015, la mairie de São Paulo ouvre son siège à des visites guidées gratuites, libérant ainsi l'accès à un autre site du patrimoine historique du centre-ville, dans le cadre des politiques d'occupation de l'espace public mises en œuvre par l'administration municipale, dont l'objectif est de rapprocher la population et les touristes de l'histoire de la ville.